# جان گودریک
جان گودریک (انگلیسی: John Goodricke؛ ۱۷ سپتامبر ۱۷۶۴ – ۲۰ آوریل ۱۷۸۶) یک دانشمند در زمینه اخترشناسی اهل هلند بود.
وی همچنین برنده جوایزی همچون مدال کاپلی شده است.